# Cărătnău de Jos
Cărătnău de Jos – wieś w Rumunii, w okręgu Buzău, w gminie Sărulești. W 2011 roku liczyła 92 mieszkańców.